# Mała Synagoga w Korycinie
Mała Synagoga w Korycinie – nieistniejąca synagoga znajdująca się w Korycinie przy rynku.
Synagoga została zbudowana pod koniec XIX lub na początku XX wieku. Podczas II wojny światowej, po wkroczeniu w 1941 roku wojsk niemieckich do Korycina synagoga została zdewastowana i częściowo rozebrana. Po zakończeniu wojny budynek został przebudowany i następnie ostatecznie rozebrany.
Drewniany i częściowo obmurowany budynek synagogi wzniesiono na planie prostokąta. 